# Експропріація експропріаторів
Експропріація експропріаторів, як революційне гасло. Термін «експропріація експропріаторів» увів до наукового обігу Карл Маркс. В заключному слові до 1-го тому своєї основної праці з політекономії «Капітал» він писав: «Централізація засобів виробництва й усуспільнення праці досягають такого пункту, коли вони стають несумісними з їх капіталістичною оболонкою. Вона вибухає. Б'є остання година капіталістичної приватної власності. Експропріаторів експропріюють».
Втім, як засвідчили історичні події, факти посилення суспільного характеру виробництва в ході розвитку капіталізму та посилення конфронтації між власниками засобів виробництва і найманими працівниками в епоху індустріалізації не означали, що єдиним виходом з цієї колізії є примусова ліквідація великої приватної власності. В провідних капіталістичних країнах переважна частина соціал-демократії зробила з аналізу цих фактів інший висновок: про можливість накопичення елементів соціалізму в рамках власне капіталістичного поступу.
На відміну від переважної частини загальноєвропейської соціал-демократії, Російська соціал-демократична робітнича партія в основу програми своїх дій поклала «істину» — що насильницька експропріація експропріаторів є об'єктивною необхідністю подальшого економічного розвитку людства, а тому робила все від неї залежне, щоб поляризувати стосунки між працею та капіталом.
Перша світова війна вкрай загострила й без того непросту суспільно-політичну ситуацію в Російській імперії. В утворених після Лютневої революції 1917 радах надзвичайної популярності набули гасла «Земля — селянам!» та «Заводи і фабрики — робітникам!». Керівництво РСДРП(б) всіляко підтримувало ці лозунги, інтерпретуючи їх як прояви історичного процесу експропріації експропріаторів. При цьому ігнорувалася очевидна неправомірність використання поняття «експропріація експропріаторів» у Російській імперії, оскільки монополізація капіталу тут ще не досягла на той момент того ступеня, коли, згідно з К. Марксом, була можливою та необхідною експропріація експропріаторів. Свідченням цього було, зокрема, те, що робітничий клас Російської імперії за своєю чисельністю набагато поступався селянству, яке в основній своїй масі мало у власності засоби виробництва (землю, худобу, сільсько-господарський реманент). Незважаючи на це, більшовики перетворили поняття «експропріація експропріаторів» у гасло й почали реалізовувати ідею насильницької експропріації експропріаторів на практиці.
Однак термін «експропріація експропріаторів» довелося трансформувати в точніший та дохідливий для нових «експропріаторів» — «грабь награбленное». Синонімом революційної експропріації експропріаторів став також вираз «усе відібрати та поділити».
Проте поділ засобів виробництва між усіма громадянами не входив у плани більшовиків. Адже про усуспільнений характер виробництва тоді годі було б і говорити. Крім того, для утвердження більшовицької влади необхідні були колективізація дрібного виробництва, ліквідація товарно-грошових відносин та централізоване планове господарство. Тому спочатку більшовики спробували експропріювати все, що можна було експропріювати. Однак після невдалої спроби запровадження «воєнного комунізму» більшовицьке керівництво з метою нормалізації становища було змушене перейти до нової економічної політики, надавши селянам землю в приватне користування й навіть повернувши частину раніше експропрійованих невеликих підприємств їхнім колишнім власникам. Комуністичні перетворення залишалися незавершеними. У 1928—29 роках почався новий наступ на «експропріаторів», якими на той час, за більшовицьким визначенням, були так звані куркулі. Гасло «грабуй награбоване» знову стало актуальним. Політика «ліквідації куркульства як класу» фактично була політикою війни з селянством, зокрема з тією його частиною, яка у своєму існуванні ще мало залежала від влади. Особливо запеклою ця боротьба була в Україні, де внаслідок колективізації сільського господарства та голодомору 1932—1933 років в УСРР загинули мільйони людей.
Після Другої світової війни радянський досвід експропріації експропріаторів, щоправда обережно, був використаний в інших країнах так званого соціалістичного табору.
На початку 21 століття гасло «експропріація експропріаторів» повністю втратило свій сенс.